# Liste der Naturdenkmale in Lauterbach (Schwarzwald)
| Naturdenkmale | Anzahl |
| ------------- | ------ |
| FND           | 0      |
| END           | 2      |
| Gesamt        | 2      |

Die Liste der Naturdenkmale in Lauterbach nennt die verordneten Naturdenkmale (ND) der im baden-württembergischen Landkreis Rottweil liegenden Gemeinde Lauterbach. In Lauterbach gibt es insgesamt zwei als Naturdenkmal geschützte Objekte, keines ist ein flächenhaftes Naturdenkmal (FND), alle sind Einzelgebilde-Naturdenkmale (END).
Stand: 1. November 2016.

## Einzelgebilde (END)
| Name                     | Bild | Kennung     | Einzelheiten             | Position | Fläche Hektar | Datum         |
| ------------------------ | ---- | ----------- | ------------------------ | -------- | ------------- | ------------- |
| Linde                    | BW   | 83250360131 | Lauterbach (Schwarzwald) | ⊙        | 0,0           | 21. Okt. 1950 |
| Linde                    | BW   | 83250360132 | Lauterbach (Schwarzwald) | ⊙        | 0,0           | 21. Okt. 1950 |
| Legende für Naturdenkmal |      |             |                          |          |               |               |